# LÜK

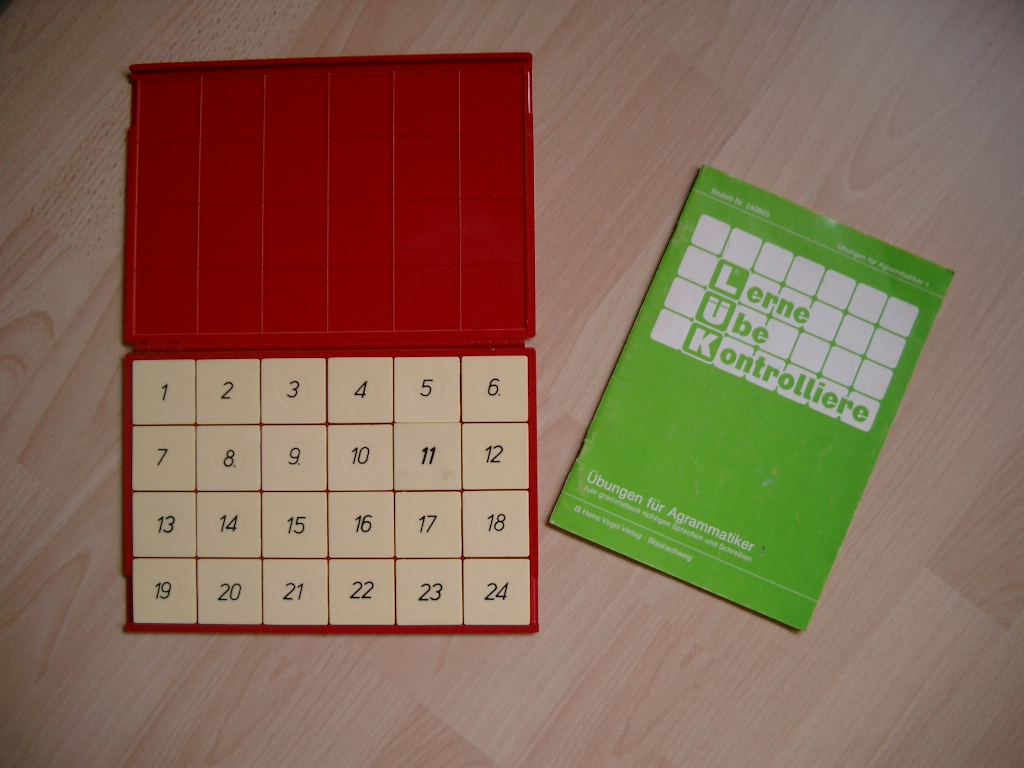
LÜK-Kasten mit Übungsheft

LÜK (auch LÜK-Kasten) ist eine spielerische Lernhilfe, bei der Lernende die Richtigkeit ihrer Antworten selbst überprüfen können. Es gibt verschiedene Aufgabenserien mit unterschiedlichem Anforderungsniveau, vom Kindergarten bis zum Gymnasium. LÜK steht als Akronym für „Lerne, Übe, Kontrolliere“.

## Geschichte

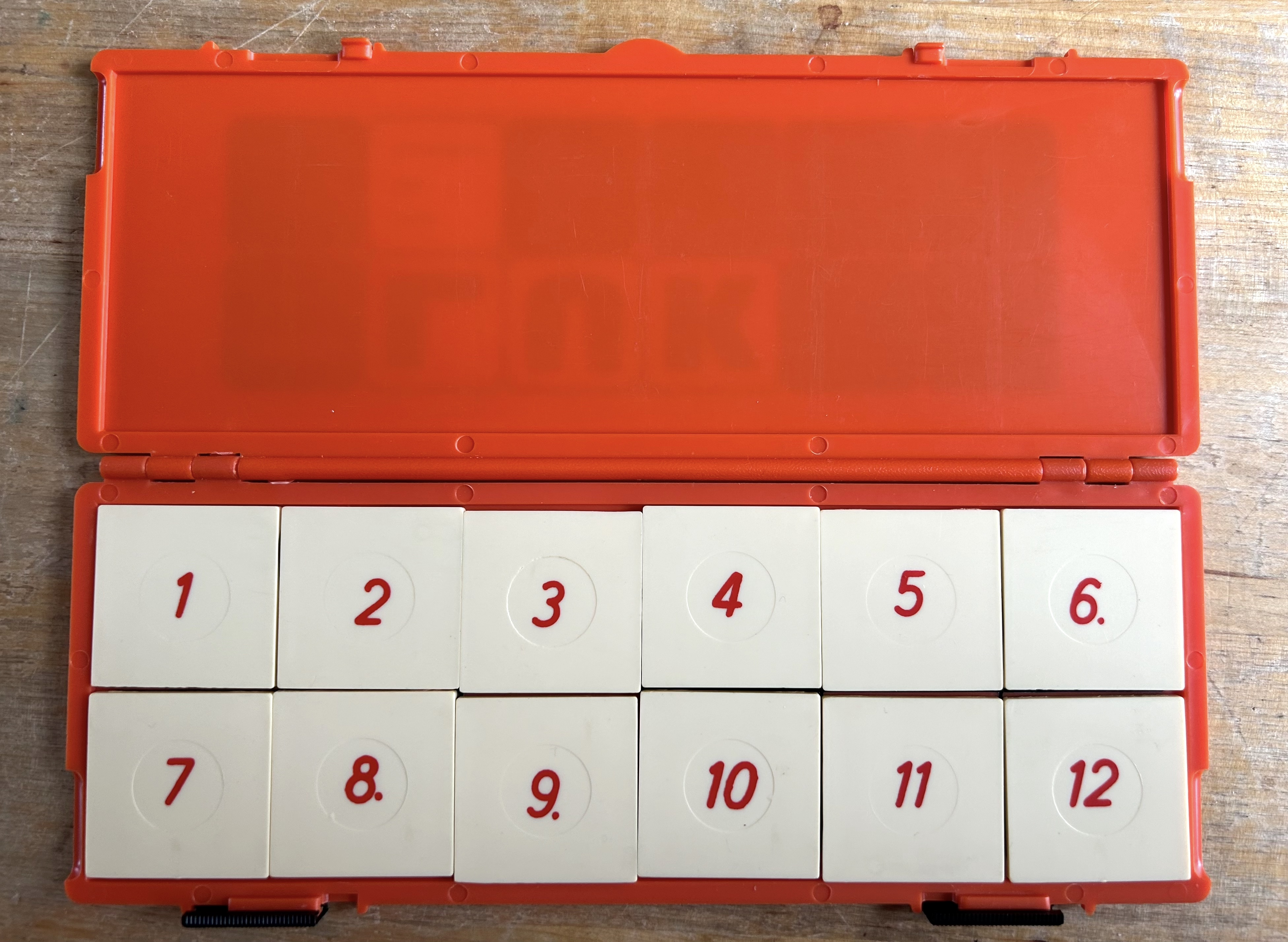
Mini-Lük mit 12 Zahlenplättchen

Diese Lernhilfe wurde 1967 vom Lehrmittelhändler Heinz Vogel (1919–1980) entwickelt und wird bis heute erfolgreich zu Hause, in Vor-, Grund- und weiterführenden Schulen angewandt. Die Wortmarke „LÜK“ wurde 1969, die Bildmarke 2006 registriert. Der Heinz-Vogel-Verlag wurde bereits 1968 von Westermann übernommen, wechselte jedoch erst 1981 von Wilhelmshaven nach Braunschweig. Einige Jahre später wurde der Name in „Westermann Lernspielverlag“ geändert und so die Zugehörigkeit zur Westermann-Gruppe verdeutlicht.
In Australien wird miniLÜK unter dem Namen Tutor Systems, in Frankreich und bereits seit den 1960er-Jahren in Kanada als Veritech vertrieben. Offenbar gab es in den 1970er-Jahren in Australien auch das große 24-teilige LÜK, wie zwei Ausstellungsobjekte der Greensborough Historical Society in der Victorian Collection zeigen. Der Australische Verlag Modern Teaching Aids exportierte lokalisierte Ausgaben auch nach Malaysia und Japan. In der Türkei heißt LÜK „YUP, Yap – Uygula – Pekiştir“ (machen – anwenden – verstärken), in Schweden „LYCK“ und in Venezuela und Spanien „ARCO“ (¡Aprende, Repite y Controla!). In der Zwischenzeit gibt es Versionen in 18 Sprachen, die in 35 Ländern vertrieben werden. Während der ersten beiden Jahre hieß das Lernspiel in Deutschland noch „LÜKO“, da die Plättchen am Schluss noch geordnet werden mussten.

## Einsatz
Das Set besteht aus einem Aufgabenbuch, einem flachen roten Kasten mit kleinen Vertiefungen und einer bestimmten Anzahl Plättchen, die in die Vertiefungen passen und beidseitig bedruckt sind – auf der Vorderseite mit einer Zahl, auf der Rückseite mit dem Teil eines Musters. Ziel ist es, aus dem Aufgabenbuch einen Aufgabensatz zu lösen und die Plättchen entsprechend den Ergebnissen in den Kasten einzulegen. Anschließend wird der Kasten geschlossen, herumgedreht und wieder geöffnet – aufgrund des nun entstandenen Musters auf den Rückseiten der Plättchen kann im Aufgabenbuch anhand der abgedruckten Vorlage sehr schnell kontrolliert werden, ob alle Aufgaben richtig gelöst worden sind. LÜK wird, wie andere klassische Selbstkontrolllerngeräte (wie zum Beispiel Profax), oft im Rahmen der Freiarbeit eingesetzt.

### LÜK-Serien und -Themenhefte
Die LÜK-Reihe besteht aus bambinoLÜK für den Kindergartenbereich, miniLÜK vom Kindergartenbereich über den Vorschulbereich bis in den Grundschulbereich und dem LÜK-Kasten für den Grundschulbereich bis in den Sekundarbereich.

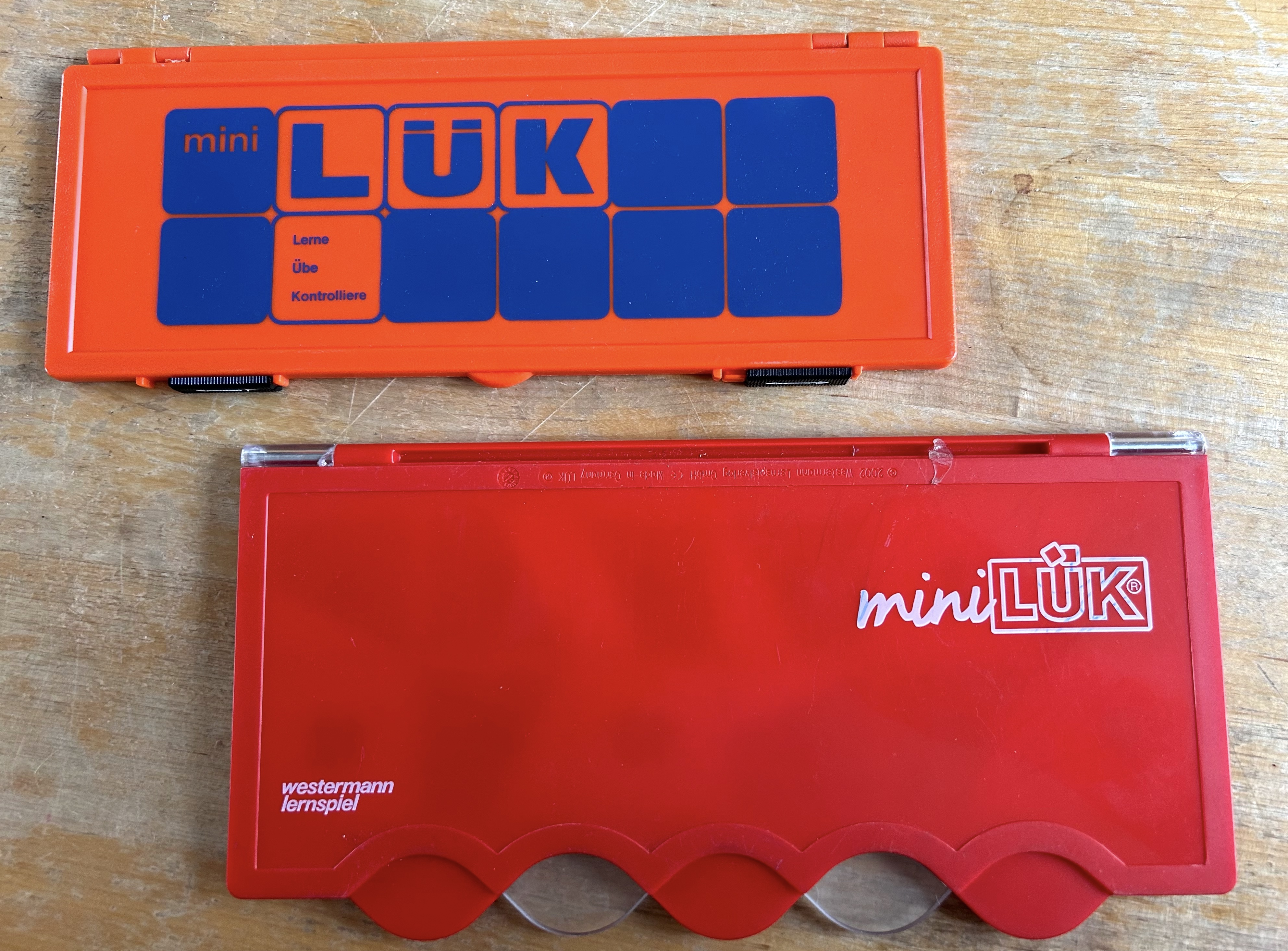
Zwei verschiedene Mini-LÜK-Kästen

- bambinoLÜK besteht aus 6 Plättchen
- miniLÜK besteht aus 12 Plättchen
- LÜK besteht aus 24 Plättchen

Vom Gehirnjogging für Kleinkinder über Rechnen und Lesen bis hin zu Fremdsprachen und Erdkunde – mehr als 450 verschiedene bambinoLÜK-, miniLÜK- und LÜK-Hefte stehen zur Auswahl. Herausgeber ist hauptsächlich der Westermann Lernspielverlag; zwei Lateinreihen und ein Heft zur römischen Geschichte sind jedoch im C. C. Buchner Verlag erschienen.

## Kontrolle und Korrektur

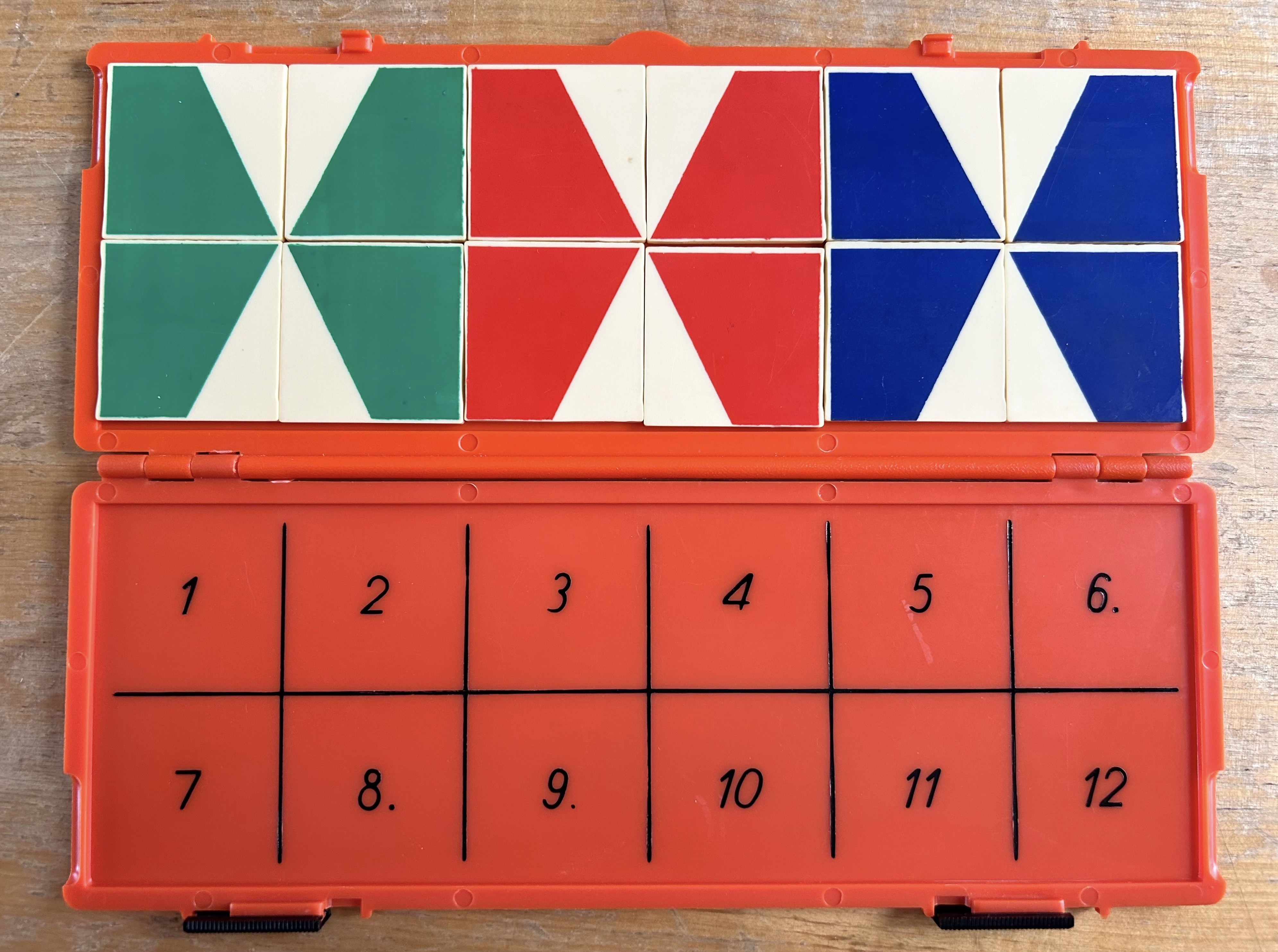
Mini-Lük, Ergebnisdarstellung durch korrektes Muster

Wenn einige Plättchen nicht dem abgedruckten Lösungsmuster entsprechen, dann sind Fehler gemacht worden. Diese Plättchen werden nun umgedreht, der LÜK-Kasten geschlossen und von der anderen Seite wieder geöffnet. Nun ist zu sehen, welche Aufgaben nicht richtig gelöst wurden. Die entsprechenden Plättchen werden aus dem Kasten herausgenommen und können wieder neu eingelegt werden.